# Teaterkalender
Teaterkalender var ett slags tidningar som gavs ut i Sverige under 1800-talet. De räknade upp teatrar, dess personal och olika föreställningar för ett visst år. Det var en vanlig typ av almanackslitteratur i det samtida Europa, med Les Spectacles de Paris (1751-1797) som berömd förebild. 
Många av de svenska teaterkalendrarna kallades för Thalia. 
Bland de svenska teaterkalendrarna fanns:
- Theater- och Bijou-Almanachan för 1849, utgiven anonymt på Albert Bonniers förlag.
- Theater-Kalender för 1867 och för 1868, utgivna av Oscar Wijkander på Oscar L. Lamms förlag.
- Svensk Teater-Kalender 1890, utgiven av Reinhold Hörnell på Svanbäck & Comp. förlag.
- Svensk Teater-Kalender för 1869 och för 1870.